# Die Kirchen der Welt
Die Kirchen der Welt ist eine beim Evangelischen Verlagswerk in Stuttgart erschienene Buchreihe mit verschiedenen Selbstdarstellungen christlicher Kirchen. Sie wurde anfangs  von F. Sigg, H. H. Harms und H. H. Wolf herausgegeben, später kamen zu den Herausgebern Hanfried Krüger und Günter Wagner hinzu. Es erschienen zwei Reihen: A (Selbstdarstellung der Kirchen) und B (Ergänzungsbände). Die Reihe erscheint seit 1959, der letzte Band stammt aus dem Jahr 1988. Von einigen Bände erschienen später weitere Auflagen.

## Bände

### Reihe A
- 1: Die Orthodoxe Kirche in griechischer Sicht. Hrsg. von Panagiotis Bratsiotis. 1959
- 2: Die Baptisten. Hrsg. von J. D. Hughey. 1964
- 3: Die Altkatholische Kirche. Ihre Geschichte, ihre Lehre, ihr Anliegen. Hrsg. von Urs Küry. 1966.
- 4: Die Kirche von England und die anglikanische Kirchengemeinschaft. hrsg. von Hans-Heinrich Harms. 1966.
- 5: Die Brüder-Unität. Hrsg. von Heinz Renkewitz. 1967.
- 6: Der Methodismus. Hrsg. von Carl Ernst Sommer. 1968.
- 7: Die Pfingstkirchen. Selbstdarstellungen, Dokumente, Kommentare. Hrsg. v. Walter J. Hollenweger. 1971.
- 8: Die Mennoniten. Hrsg. von Hans-Jürgen Goertz. 1971.
- 9: Die Kirche der Brüder. Vergangenheit und Gegenwart. Hrsg. v. Donald F. Durnbaugh. 1971.
- 10: Die Unierten Kirchen: Hrsg. v. John Webster Grant. 1973.
- 11: Der Kongregationalismus. Hrsg. von Norman Goodall. 1973.
- 12: Koptisches Christentum. Die orthodoxen Kirchen Ägyptens und Äthiopiens. Hrsg. von Paul Verghese. 1973.
- 13: Die Syrischen Kirchen. Hrsg. von Paul Verghese. 1974.
- 14: Die Quäker. Hrsg. von Richenda C. Scott. 1974.
- 15: Die evangelisch-lutherische Kirche. Vergangenheit und Gegenwart. Hrsg. von Vilmos Vajta. 1977.
- 16: Die Kirche der Jünger Christi (Disciples). Progressiver amerikanischer Protestantismus in Geschichte und Gegenwart. Hrsg. von George G. Beazley d. J. 1977.
- 17: Die reformierten Kirchen. Hrsg. von Karl Halaski. 1977.
- 18: Die Kirchen Armeniens. Hrsg. von Friedrich Heyer. 1978.
- 19: Die Russische Orthodoxe Kirche. Hrsg. von Metropolit Pitirim von Volokolamsk und Jurjev. 1988.
- 20: Die Römisch-Katholische Kirche. Hrsg. v. Werner Löser SJ. 1986.

### Reihe B
- 1. Der Geist des amerikanischen Christentums. Ronald E. Osborn. 1960
- 2. Das Täufertum. Erbe und Verpflichtung. Guy F. Hershberger. 1963
- 3. Bantupropheten in Südafrika. Bengt G. M. Sundkler, 1964
- 4. Die Kirche in Buganda. Das Werden einer jungen afrikanischen Kirche. John V. Taylor
- 5: Der Protestantismus in Indonesien. Theodor Müller-Krüger